# Krajowy Korpus Policji

Logo holenderskiej policji

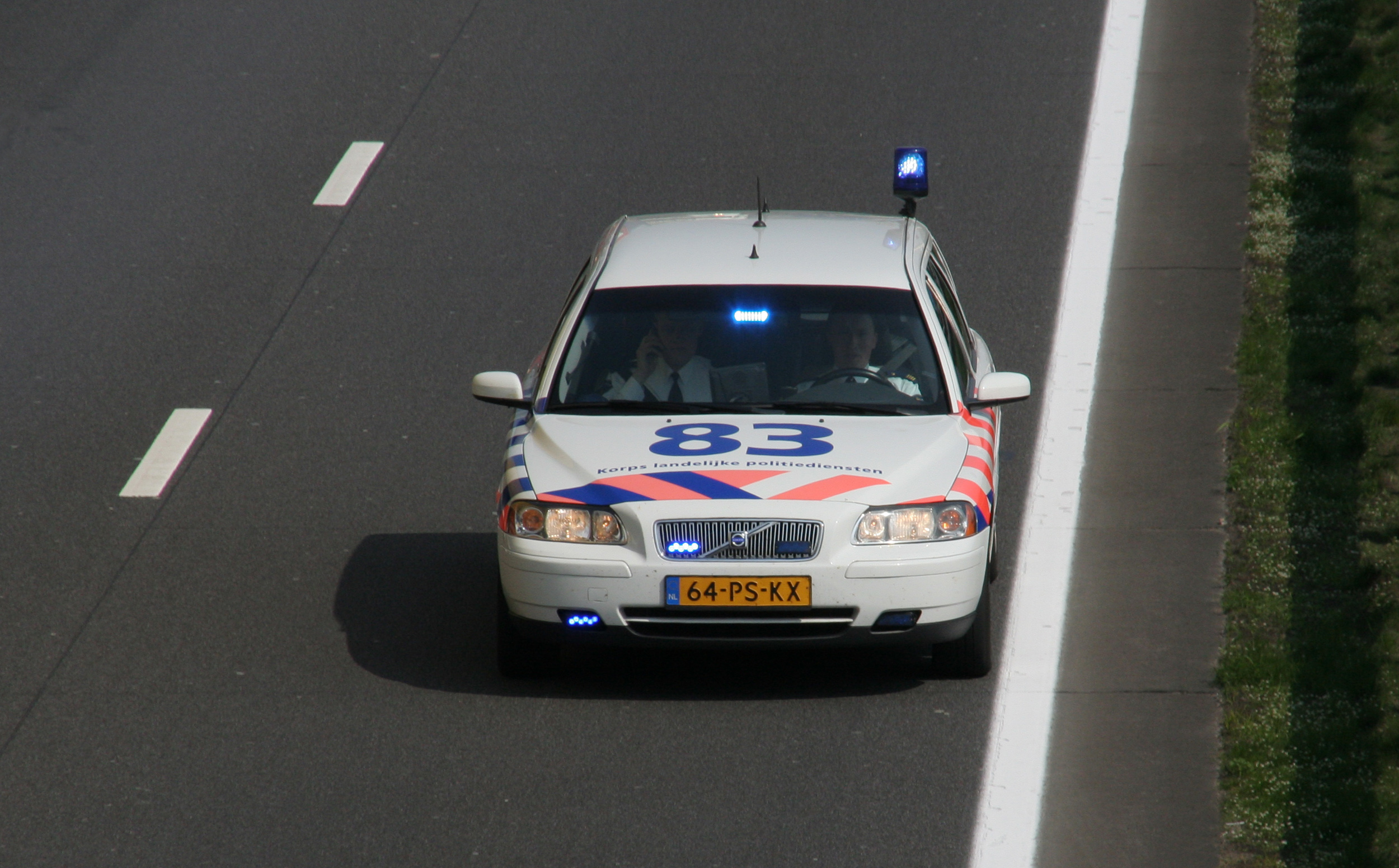
Holenderski radiowóz

Krajowy Korpus Policji (nld. Korps landelijke politiediensten – KLPD) wraz z 25 Korpusami Regionalnymi tworzy system policji Królestwa Holandii. KLPD pełni wobec regionalnych policji funkcję wspierającą i koordynującą. Poza tym jest odpowiedzialny za współpracę z policjami innych krajów – poprzez Służbę Międzynarodowej Współpracy Policyjnej. Liczba osób zatrudnionych w KLPD wynosi 4500.

## Kierownictwo
Korpus kierowany jest poprzez kolegium składające się z:
- Szefa Korpusu – od 1 listopada 2007: R. Bik;
- Dyrektor Policji – odpowiedzialny za nadzór;
- Dyrektor Śledczy – pion kryminalny;
- Operacyjny Dyrektor Wsparcia – pion logistyki.

## Struktura
Krajowy Korpus Policji składa się z 13 służb, realizujących właściwe zadania:
- Służba Policji Wodnej
- Służba Policji Kolejowej
- Służba Policji Drogowej
- Służba Policji Lotniczej
- Służba Żywego Mienia – jednostka przewodników psów służbowych i policji konnej
- Służba Operacyjnego Wsparcia i Dowodzenia – odpowiednik polskiego Sztabu Policji
- Służba Ochrony Królewskiej i Dyplomatycznej
- Służba Logistyki
- Służba Informacji Śledczej – policyjna baza danych
- Służba Międzynarodowej Współpracy Policyjnej
- Służba Specjalistycznych Zastosowań Śledczych – służba odpowiedzialna za techniki operacyjne (podsłuchy, inwigilacja itp.)
- Narodowa Służba Śledcza – zwalczanie groźnej przestępczości kryminalnej
- Służba Specjalnych Interwencji – jednostka specjalna KLPD

Poza 13 specjalistycznymi służbami KLPD posiada w swojej strukturze 5 wydziałów wsparcia:
- Wydział Organizacji i Kadr
- Wydział Finansowy
- Wydział Informatyki
- Wydział Wsparcia Policji – utrzymanie i ochrona wszelkich budynków KLPD, zaopatrzenie policji krajowej, archiwum, drukarnia
- Wydział Wsparcia Dowódcy i Kontroli – sekretariat, radcy prawni, analizy, kontrol

Poza tym funkcjonują 2 biura:
- Biuro Komunikacji – rozwój strony internetowej KLPD, wydawanie periodyków i broszur.
- Biuro Bezpieczeństwa i Integracji – bada problemy etniczno-religijne związane z integracją mniejszości narodowych.